# Dicranella annamensis
Dicranella annamensis är en bladmossart som beskrevs av Brotherus 1917. Dicranella annamensis ingår i släktet jordmossor, och familjen Dicranaceae. Inga underarter finns listade i Catalogue of Life.